# William Joseph Woods
William Joseph Woods (Irlanda, 21 febbraio 1913 – Baia di Eleusi, 20 aprile 1941) è stato un militare e aviatore irlandese, asso dell'aviazione caccia britannica durante la seconda guerra mondiale, con 6 vittorie accertate, e due in collaborazione.

## Biografia
Nacque in Irlanda nel 1913, figlio di John Joseph e Mary Woods. Arruolatosi nella Royal Air Force nel gennaio 1938, all'inizio del 1940 risultava assegnato alla stazione di Ħal Far, sull'isola di Malta, con il grado di flying officer. 
Quando divenne evidente che il Regno d'Italia stava per entrare in guerra fu uno dei piloti selezionati a Kalafrana per volare sui tre caccia Gloster Gladiator disponibili.
La prima, massiccia, incursione aerea su Malta avvenne alle 7:00 dell'11 giugno, e lui, il flight lieutenant George Burges, e lo squadron leader Alan "Jock" Martin, decollarono per intercettare gli attaccanti. Impegnò combattimento contro un Aermacchi C.200 Saetta pilotato dal tenente Giuseppe Pesola, senza risultati. Il 26 giugno abbatte un bombardiere Savoia-Marchetti S.79 Sparviero del 33º Gruppo dell'11º Stormo.
Colse la seconda vittoria il 7 luglio quando, volando su un Hawker Hurricane Mk.I appena arrivato, abbatte uno dei 10 bombardieri S.79 che effettuarono un'incursione  sul cantiere navale di La Valletta, scortati da nove CR.42. Si trattava dell'S.79 pilotato dal tenente Pellegrino Zagnoli appartenente alla 233ª Squadriglia, 59º Gruppo, 41º Stormo BT. Tra l'equipaggio non vi furono superstiti. 
Terza vittoria il 10 luglio quando su un Hurricane Mk.I abbatte un S.79, pilotato dal sottotenente Luigi Illica Magnani, appartenente alla 192ª Squadriglia.
Il 25 luglio decollò, insieme ad altri piloti, a bordo di un Sea Gladiator per intercettare una formazione di 9 caccia Fiat C.R.42 Falco della 75ª Squadriglia del 23º Gruppo. Nel furioso combattimento abbatte l'aereo pilotato da capitano Antonio Chiodi, che rimase ucciso. Chiodi fu successivamente decorato di Medaglia d'oro al valor militare alla memoria.
Nel mese di agosto fu assegnato in servizio al neocostituito No.261 Squadron, e il 17 settembre abbatte, in collaborazione con il flight officer "Jock" Barber un C.R.42 della 70ª Squadriglia. Decorato con la Distinguished Flying Cross, si trasferì in Egitto all'inizio del gennaio 1941, partendo poco tempo dopo per la Grecia dove assunse il comando del No.80 Squadron.
Volando su un Gladiator Mk.II il 20 gennaio abbatte in collaborazione un bombardiere CANT Z.1007 Alcione del 47º Stormo che volava sul mare a dieci miglia a sud di Atene.  Il 10 febbraio danneggiò un bombardiere Fiat B.R.20 Cicogna durante un attacco contro il campo d'aviazione di Giannina. Il 14 febbraio il No.80 Squadron ricevette i primi Hawker Hurricane Mk.I, e il 20 dello stesso mese rivendicò l'abbattimento di un Fiat G.50 Saetta del 154º Gruppo Autonomo Caccia Terrestre. Quel giorno era di scorta a 17 bombardieri Bristol Blenheim decollati per effettuare un bombardamento sul campo d'aviazione di Berat, in Albania.
Il 6 aprile la Germania dichiarò guerra e invase immediatamente la Jugoslavia e la Grecia. Alle 16:45 del 20 aprile fu segnalata in avvicinamento ad Atene una formazione di oltre 100 bombardieri Junkers Ju 88 e Dornier Do 17, fortemente scortata da Messerschmitt Bf 109 e Bf 110.  I bombardieri attaccarono il porto del Pireo, pieno di navi, contrastati dai caccia inglesi. Cadde in combattimento quando il suo aereo prese fuoco e precipitò nella baia di Eleusi colpito da un caccia Messerschmitt Bf 110 Zerstörer, a sua volta abbattuto dall'asso Marmaduke Pattle. In quella occasione venne abbattuto anche l'aereo di Pattle, che rimase ucciso in azione.

### Annotazioni
1. ↑  Durante l'incursione persero la vita due membri della Royal Navy e nove civili, mentre altri sei militari rimasero feriti e sei feriti.

### Fonti
1. 1 2 3 4 5 6 7 8  Shores, Williams 2008, p. 645.
2. 1 2  Smith 2015, p. 171.
3. 1 2 3 4 5 6 7 8 9 10 11 12 13  Surfcity.
4. 1 2  Shores, Williams 2008, p. 646.